# Canadian Premier League 2022
La Canadian Premier League 2022 è stata la quarta edizione del massimo campionato di calcio canadese, che si è disputata tra il 7 aprile e il 30 ottobre 2022. Le partecipanti sono state otto, le stesse dell'anno precedente.
La regular season è stata vinta dall'Atlético Ottawa, poi sconfitta nella finalissima contro il Forge, che si è imposto per la terza volta nel torneo.

## Stagione

### Formula
Da questa stagione la lega ha deciso di attuare un doppio girone all'italiana, con ciascuna squadra che gioca due partite in casa e due in trasferta contro ciascuna delle sette avversarie, per un totale di 28 partite.
Le prime quattro classificate al termine della stagione regolare disputano i play-off per l'assegnazione del titolo, le semifinali si disputano con partite di andata e ritorno, mentre la finale si è disputata in partita unica in casa della squadra meglio classificata.
Come la stagione precedente è possibile tesserare un massimo di sette giocatori stranieri, in più c'è l'obbligo di schierare almeno sei canadesi nella formazione iniziale di ogni incontro. Ogni squadra deve avere almeno tre canadesi Under-21 nella rosa, ed in questa stagione la somma dei minuti da loro giocati deve essere pari ad almeno 2 000 minuti, incrementati rispetto ai 1 500 della stagione precedente).
Ogni club può spendere massimo 1,2 milioni di dollari canadesi per i salari, ripartendoli fra un minimo di 650.000 e un massimo di 850.000 dollari per i giocatori e fra 350.000 e 550.000 dollari per lo staff tecnico. All'interno di questo budget sono ricompresi i salari, i bonus legati ai risultati e altri benefits come la fornitura di alloggi. Inoltre, a partire da questa stagione, solo la metà dell'ingaggio dei giocatori canadesi Under-21 pesa sul salary cap; inoltre, ingaggiando questa tipologia di giocatore, un club può guadagnare fino ad ulteriori 100.000 dollari di massa salariare, portando il budget totale dei compensi a 1,3 milioni di dollari.

### Novità
Al pari dei massimi campionati europei, è possibile fare un massimo di cinque sostituzioni, da effettuare utilizzando un massimo di tre interruzioni di gioco durante la disputa degli incontri, con la possibilità di effettuare ulteriori due sostituzione in caso di commozione cerebrale. Nella finale play-off sarà possibile effettuare un sesto cambio in caso di tempi supplementari.

## Partecipanti
| Club            | Città    | Provincia           | Stadio                       | Stagione precedente                                |
| --------------- | -------- | ------------------- | ---------------------------- | -------------------------------------------------- |
| Atlético Ottawa | Ottawa   | Ontario             | TD Place Stadium             | 8º nella stagione regolare                         |
| Cavalry         | Calgary  | Alberta             | ATCO Field                   | 2º nella stagione regolare, semifinali play-off    |
| FC Edmonton     | Edmonton | Alberta             | Clarke Stadium               | 7º nella stagione regolare                         |
| Forge           | Hamilton | Ontario             | Tim Hortons Field            | 1º nella stagione regolare, finale play-off        |
| HFX Wanderers   | Halifax  | Nuova Scozia        | Wanderers Grounds            | 6º nella stagione regolare                         |
| Pacific         | Victoria | Columbia Britannica | Westhills Stadium (Langford) | 3º nella stagione regolare, Campione dopo play-off |
| Valour          | Winnipeg | Manitoba            | IG Field                     | 5º nella stagione regolare                         |
| York Utd        | York     | Ontario             | York Lions Stadium           | 4º nella stagione regolare, semifinali play-off    |

## Allenatori
| Squadra         | Allenatore             |
| --------------- | ---------------------- |
| Atlético Ottawa | Carlos González Juárez |
| Cavalry         | Tommy Wheeldon Jr.     |
| FC Edmonton     | Alan Koch              |
| Forge           | Bobby Smyrniotis       |
| HFX Wanderers   | Stephen Hart           |
| Pacific         | James Merriman         |
| Valour          | Phillip Dos Santos     |
| York United     | Martin Nash            |

## Classifica
|  | Pos. | Squadra         | Pt | G  | V  | N  | P  | GF | GS | DR  |
|  | ---- | --------------- | -- | -- | -- | -- | -- | -- | -- | --- |
|  | 1.   | Atlético Ottawa | 49 | 28 | 13 | 10 | 5  | 36 | 29 | +7  |
|  | 2.   | Forge           | 47 | 28 | 14 | 5  | 9  | 47 | 25 | +22 |
|  | 3.   | Cavalry         | 47 | 28 | 14 | 5  | 9  | 39 | 33 | +6  |
|  | 4.   | Pacific         | 46 | 28 | 13 | 7  | 8  | 36 | 33 | +3  |
|  | 5.   | Valour          | 37 | 28 | 10 | 7  | 11 | 36 | 34 | +2  |
|  | 6.   | York Utd        | 34 | 28 | 9  | 7  | 12 | 31 | 37 | -6  |
|  | 7.   | HFX Wanderers   | 29 | 28 | 8  | 5  | 15 | 24 | 38 | -14 |
|  | 8.   | FC Edmonton     | 20 | 28 | 4  | 8  | 16 | 31 | 51 | -20 |

      Qualificate ai play-off per il titolo
In caso di arrivo a pari punti:
1. Maggior numero di vittorie;
2. Differenza reti;
3. Gol fatti;
4. Minutaggio giocatori canadesi U-21
5. Lancio della moneta (2 squadre) o estrazione a sorte (3 o più squadre).

## Risultati
|                 | ATO     | CAV     | EDM     | FOR     | HFX     | PAC     | VAL     | YOR     |
| --------------- | ------- | ------- | ------- | ------- | ------- | ------- | ------- | ------- |
| Atlético Ottawa | –––––   | 1-0 1-1 | 2-1 0-0 | 0-4 0-0 | 1-0 3-2 | 0-1 2-1 | 1-6 1-1 | 0-0 2-2 |
| Cavalry         | 0-3 1-3 | –––––   | 3-1 2-0 | 1-2 2-1 | 1-0 3-0 | 2-0 1-0 | 2-1     | 0-1 1-0 |
| FC Edmonton     | 1-2 1-0 | 0-3 0-1 | –––––   | 3-4 1-1 | 1-2 3-2 | 0-0 2-3 | 1-1 3-1 | 1-1 3-0 |
| Forge           | 1-1 0-1 | 2-2 2-1 | 3-0 5-1 | –––––   | 1-0     | 3-0 0-1 | 0-1 3-1 | 1-3 2-0 |
| HFX Wanderers   | 0-2 1-2 | 2-2 0-0 | 3-1 1-1 | 0-4 0-3 | –––––   | 1-0 0-2 | 1-0     | 1-0 2-4 |
| Pacific         | 1-0 1-1 | 3-3 3-0 | 2-1 1-0 | 2-1 1-1 | 2-1 0-3 | –––––   | 3-2 2-2 | 0-0 1-3 |
| Valour          | 0-1 1-1 | 2-4 2-0 | 1-1     | 1-0     | 0-0 1-0 | 1-2 1-0 | –––––   | 1-0 2-0 |
| York United     | 2-2 0-3 | 2-0 0-1 | 3-2 3-1 | 1-0 0-2 | 0-1 0-0 | 0-0 2-4 | 1-3 3-1 | –––––   |

## Play-off
Le prime quattro classificate della stagione regolare disputano i play-off per il titolo, composti da semifinali con partite di andata e ritorno e finale in partita secca, disputati sul campo della squadra meglio piazzata. In tutti gli incontri dei play-off, in caso di parità al termine dei 90 minuti si disputano i tempi supplementari ed eventualmente i calci di rigore.

### Tabellone
|  | Semifinali | Semifinali      | Semifinali | Semifinali |  |                 | Finale          | Finale | Finale |
|  |            |                 |            |            |  |                 |                 |        |        |
|  | 4          | Pacific         | 0          | 1          |  |                 |                 |        |        |
|  | 4          | Pacific         | 0          | 1          |  |                 |                 |        |        |
|  | 1          | Atlético Ottawa | 2          | 1          |  |                 |                 |        |        |
|  | 1          | Atlético Ottawa | 2          | 1          |  | Atlético Ottawa | Atlético Ottawa | 0      |        |
|  |            |                 |            |            |  | Atlético Ottawa | Atlético Ottawa | 0      |        |
|  |            |                 |            |            |  |                 | Forge           | Forge  | 2      |
|  | 3          | Cavalry         | 1          | 1          |  |                 | Forge           | Forge  | 2      |
|  | 3          | Cavalry         | 1          | 1          |  |                 |                 |        |        |
|  | 2          | Forge           | 1          | 2          |  |                 |                 |        |        |
|  | 2          | Forge           | 1          | 2          |  |                 |                 |        |        |

### Semifinali

#### Andata
| Arbitro: | Mathieu Souaré |

|  |           |                          |
|  | Marcatori | 79’ Tabla 90+5’ Verhoven |

| Arbitro: | Alain Ruch |

|           |           |            |
| Klomp 42’ | Marcatori | 47’ Pacius |

#### Ritorno
| Arbitro: | Pierre-Luc Lauzière |

|          |           |                      |
| Shaw 83’ | Marcatori | 28’ Meilleur-Giguère |

| Arbitro: | Yusri Rudolf |

|                                 |           |           |
| Choinière 69’ Pacius 75’ (rig.) | Marcatori | 78’ Bevan |

### Finale
| Arbitro: | Filip Dujic |

|  |           |                              |
|  | Marcatori | 29’ Hojabrpour 78’ Choinière |

## Statistiche

### Squadre

#### Capoliste solitarie
|    | —— | ——      | ——      | ——      | ——      | ——      | ——      | ——      | ——      | ——      | ——      | ——      | ——      | ——      | ——  | ——  | ——  | ——  | ——              | ——              | ——              | ——              | ——              | ——              | ——              | ——              | ——              | —— |  |
|    |    | Pacific | Pacific | Pacific | Pacific | Pacific | Pacific | Pacific | Cavalry | Cavalry | Cavalry | Cavalry | Cavalry | Cavalry |     |     |     |     | Atlético Ottawa | Atlético Ottawa | Atlético Ottawa | Atlético Ottawa | Atlético Ottawa | Atlético Ottawa | Atlético Ottawa | Atlético Ottawa | Atlético Ottawa |    |  |
|    |    |         |         |         |         |         |         |         |         |         |         |         |         |         |     |     |     |     |                 |                 |                 |                 |                 |                 |                 |                 |                 |    |  |
|    |    |         |         |         |         |         |         |         |         |         |         |         |         |         |     |     |     |     |                 |                 |                 |                 |                 |                 |                 |                 |                 |    |  |
| 1ª | 2ª | 3ª      | 4ª      | 5ª      | 6ª      | 7ª      | 8ª      | 9ª      | 10ª     | 11ª     | 12ª     | 13ª     | 14ª     | 15ª     | 16ª | 17ª | 18ª | 19ª | 20ª             | 21ª             | 22ª             | 23ª             | 24ª             | 25ª             | 26ª             | 27ª             | 28ª             |    |  |

#### Primati stagionali
Squadre
- Maggior numero di vittorie: Cavalry, Forge (14)
- Maggior numero di pareggi: Atlético Ottawa (10)
- Maggior numero di sconfitte: Edmonton (16)
- Minor numero di vittorie: Edmonton (4)
- Minor numero di pareggi: Cavalry, Forge, HFX (5)
- Minor numero di sconfitte: Atlético Ottawa (5)
- Miglior attacco: Forge (47 gol fatti)
- Peggior attacco: HFX (24 gol fatti)
- Miglior difesa: Forge (25 gol subiti)
- Peggior difesa: Edmonton (51 gol subiti)
- Miglior differenza reti: Forge (+22)
- Peggior differenza reti: Edmonton (-20)
- Miglior serie positiva: Cavalry (11, 5ª-15ª giornata)
- Peggior serie negativa: Edmonton (5, 5ª-9ª giornata)

Partite
- Partita con più gol: Atlético Ottawa-Valour 1-6 (7, 3ª giornata); Edmonton-Forge 3-4 (7, 9ª giornata)
- Maggior scarto di gol: Atlético Ottawa-Valour 1-6 (5, 3ª giornata)
- Partita casalinga con più gol: York United-Pacific 2-4 (6, 15ª giornata); Forge-Edmonton 5-1 (6, 16ª giornata)
- Partita in trasferta con più gol: Ottawa-Valour 1-6 (7, 3ª giornata)

#### Affluenza spettatori
| Club            | G  | Media |
| --------------- | -- | ----- |
| HFX Wanderers   | 14 | 5.825 |
| Atlético Ottawa | 14 | 4.069 |
| Forge           | 14 | 3.631 |
| Cavalry         | 14 | 3.492 |
| Pacific         | 14 | 3.178 |
| Valour          | 14 | 3.111 |
| York Utd        | 14 | 1.234 |
| FC Edmonton     | 14 | 1.071 |

### Individuali

#### Classifica marcatori
| Gol | Rigori |  | Giocatore          | Squadra         |
| --- | ------ |  | ------------------ | --------------- |
| 13  | 3      |  | Alejandro Díaz     | Pacific         |
| 12  | 1      |  | Osaze De Rosario   | York Utd        |
| 12  | 3      |  | Woobens Pacius     | Forge           |
| 11  | 6      |  | Samuel Salter      | HFX Wanderers   |
| 9   | 3      |  | Moses Dyer         | Valour          |
| 8   | 0      |  | Joe Mason          | Cavalry         |
| 8   | 3      |  | Olivier Basset     | Atlético Ottawa |
| 7   | 0      |  | Ali Musse          | Cavalry         |
| 7   | 1      |  | Ballou Tabla       | Atlético Ottawa |
| 7   | 1      |  | Brian Wright       | Atlético Ottawa |
| 7   | 3      |  | Tobias Warschewski | FC Edmonton     |

(fonte: canpl.ca)

#### Premi
I premi individuali sono stati assegnati il 28 ottobre a Ottawa.
| Premio                                 | Vincitore                   | Squadra         |
| -------------------------------------- | --------------------------- | --------------- |
| Miglior marcatore                      | Alejandro Díaz              | Pacific         |
| Miglior portiere                       | Marco Carducci              | Cavalry         |
| Miglior giocatore                      | Ollie Bassett               | Atlético Ottawa |
| Miglior giocatore canadese U-21        | Sean Rea                    | Valour          |
| Miglior difensore                      | Alexander Achinioti-Jönsson | Forge           |
| Miglior giocatore scelto dai giocatori | Ollie Bassett               | Atlético Ottawa |
| Miglior allenatore                     | Carlos González Juárez      | Atlético Ottawa |